# Symphorine blanche
Symphoricarpos albus
Espèce
Classification phylogénétique
La symphorine blanche, arbre aux perles, ou chèvrefeuille de Caroline est un arbuste au feuillage caduc appartenant au genre Symphoricarpos et à la famille des Caprifoliacées, dont font aussi partie les chèvrefeuilles.

## Taxonomie
Nom scientifique : Symphoricarpos albus (L.) S.F. Blake var. laevigatus (Fernald) S.T. Blake (1914), Rhodora 16 :119 ;
Basionyme : Vaccinium album L. (1753), Species plantarum p.350 ;
Synonymes taxinomiques : Symphoricarpos rivularis Suksd. (1927), Werdenda 1 :41; Symphoricarpos racemosus Michx. (1803) sensu Coste (1906) in Fl. Fr. 3 :720, sensu Fournier (1938) in Quatre Fl. Fr. :886 ;
Noms vernaculaires : Symphorine à fruits blancs, Chèvrefeuille de Caroline, Boule de cire. Canada : Symphorine à grappes.

## Répartition
La symphorine est originaire d'Amérique du Nord.
Elle fut introduite en 1817, puis largement naturalisée en Europe occidentale, dans les climats tempérés à froids.

## Habitats
Elle affectionne les sols calcaires, les rocailles et les bords des rivières, le long des chemins et des voies ferrées, souvent à proximité des habitations où elle forme des haies naturelles, ou plantées à des fins ornementales.

## Description

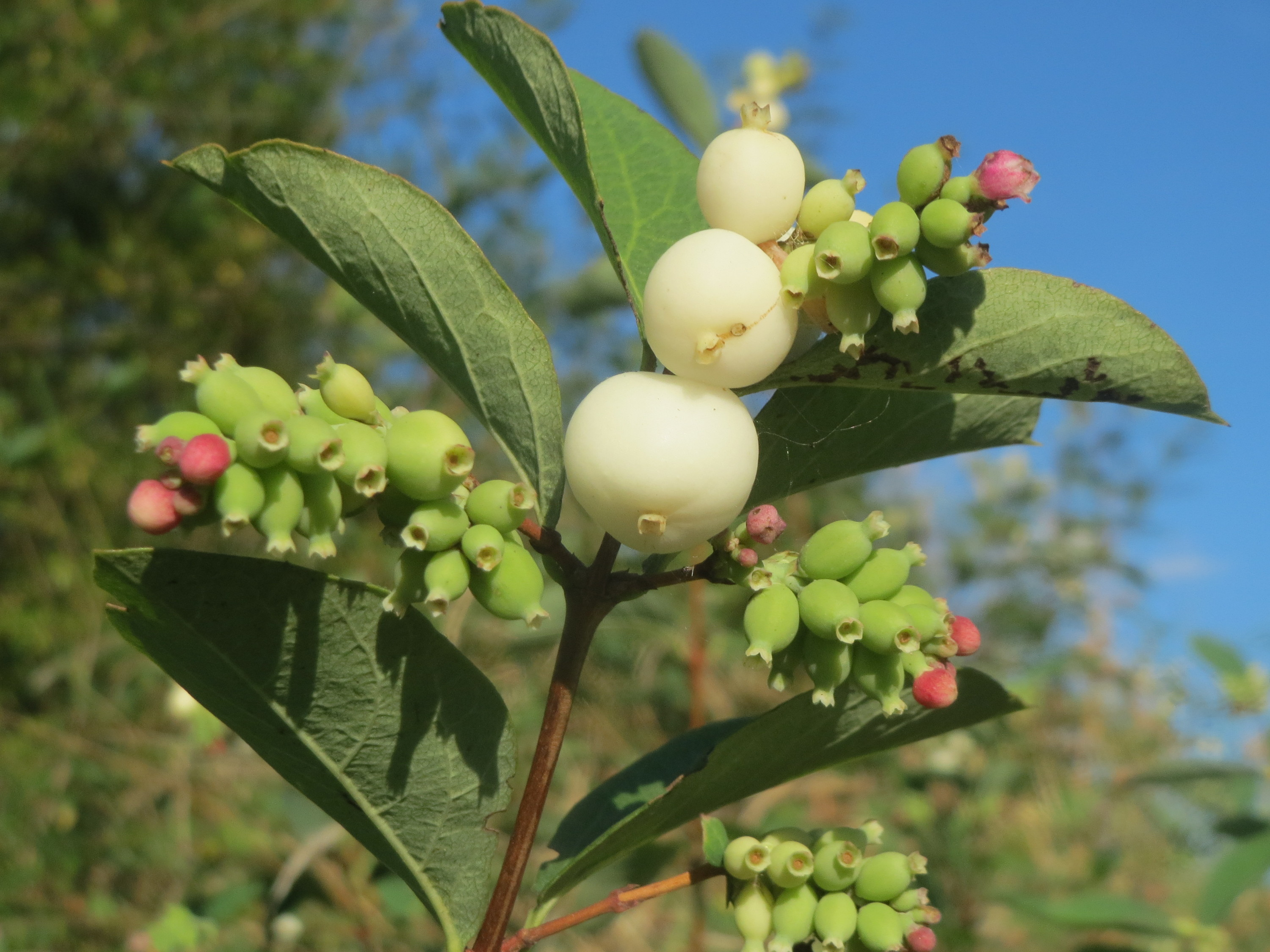
Symphorine (fruits)

L'arbuste se développe très rapidement par ses drageons et peut même être envahissant, remarquable par ses fins rameaux qui portent à l'automne de grosses baies d'un blanc de neige (d'où ses noms allemand et anglais de Schneebeere et Snowberry, « baies de neige »), particulièrement décoratives. Les fleurs, riches en nectar, sont très appréciées des abeilles en fin d'été.
Arbuste de 1 à 3 m, à rameaux grêles de couleur brune, érigés et arqués. Les feuilles, vert grisâtre à vert bleuâtre, sont ovales, opposées, à limbe entier, presque sans pétiole, glabres ou à revers glauque et légèrement velu à la face inférieure. Floraison de juin à septembre. Les fleurs, roses, sont groupées par 3-7 en petites grappes terminales assez denses. Corolle en clochette à 5 lobes (5 mm environ), très velues à l'intérieur. 5 étamines, ovaire infère. Le fruit (1 à 2 cm) est une baie globuleuse de couleur blanche, considérée comme toxique (ingestion des fruits, irritation de la peau par contact de la substance qu'ils renferment).

## Utilisation
Les jeunes rameaux et la racine (réduits en poudre) ont été utilisés comme fébrifuge et diurétique en Amérique du Nord.
Les baies blanches sont prisées des enfants et adolescents comme munitions pour sarbacane. En pressant délicatement leurs doigts dessus, la pulpe est rendue liquide. La peau fine de ces fruits leur donne la capacité à se désintégrer d'un bruit sec lors de l'impact (par exemple sur le front ou sur un pare-brise) en laissant une trace visible mais sans tacher ni occasionner de douleur réelle.

## Toxicité
Les baies blanches sont légèrement toxiques par les alcaloïdes d'isoquinoline qu'elles renferment, particulièrement la chélidonine. Leur ingestion produit des vomissements précoces, des vertiges et une hypersédation, surtout chez les enfants. Le risque d'intoxication grave semble peu important.